# 加茲尼的伊斯瑪儀
伊斯玛仪·本·苏布克特勤（波斯语：اسماعیل بن سبکتگین），薩曼王朝埃米爾蘇布克特勤幼子，曾在997-998年短暫執政，他母親是阿爾普特勤的女兒。
當時他父親蘇布克特勤在干預薩曼王朝内務後回程時在巴爾赫病死，他的異母兄長马哈茂德正在内沙布爾，他决定即位。得到消息後马哈茂德立即趕回阿富汗加兹尼，打敗了伊斯梅爾，把他關進古兹根一座城堡，他至死也没離開這城堡。